# Fuck It, We’ll Do It Live
Fuck It, We'll Do It Live to pierwszy koncertowy album zespołu Wednesday 13. Płyta wydana 14 listopada 2008 przez Hot Topic. Nagrana została podczas Crocodile Rock in Allentown, Pennsylvania.

## Lista utworów
1. „Intro” – 1:44
2. „Gimmie Gimmie Bloodshed” – 2:19
3. „I Want You...Dead” – 4:10
4. „My Home Sweet Homicide” – 3:00
5. „Not Another Teenage Anthem” – 3:56
6. „From Here to the Hearse” – 3:21
7. „Till Death Do Us Party” – 4:18
8. „Skeletons” – 4:23
9. „God Is a Lie” – 3:39
10. „House by the Cemetery” – 3:50
11. „Put Your Death Mask on” – 4:30
12. „Happily Ever Cadaver” – 3:33
13. „Runnin' Down a Dream” (Tom Petty and the Heartbreakers cover) – 3:37
14. „Look What the Bats Dragged in” – 2:39
15. „Faith in the Devil” – 3:10
16. „197666” – 2:54
17. „Rambo” – 2:42
18. „Bad Things” – 3:58
19. „I Love to Say Fuck” – 6:22